# Де Грасс (крейсер)
«Де Грасс» (фр. De Grasse — в честь Франсуа де Грасса) — французский крейсер ПВО.

## Строительство
Был заложен ещё до начала Второй мировой войны, в 1938 году, как типичный лёгкий крейсер, развитие типа «Ла Галиссоньер», но в 1940 году, с капитуляцией Франции, его постройка была остановлена.
В августе 1942 года, в связи с необходимостью прикрытия с воздуха корабельных рейдерских групп, со стороны кораблестроительного управления Германии последовало предложение достроить «Де Грасс» в качестве авианосца для Кригсмарине.В декабре 1942 Гитлер утвердил проект переоборудования крейсера в авианосец, но в итоге он так и не был реализован.
Проект переоборудования утвердили в начале 1943 года, но возникли серьёзные трудности, воспрепятствовавшие перестройке корабля. В основным эти трудности были связаны с невозможностью воссоздания энергетической установки, во-первых, выполненной по отличным от немецких французским стандартам распределения по отсекам, а во-вторых, с выявленным некомплектом вспомогательных механизмов и общим плохим состоянием главных механизмов.
С освобождением Франции, строительство крейсера было возобновлено и в 1946 году он был спущен на воду, но после этого работы были вновь приостановлены, поскольку было решено достроить «Де Грасс» в качестве крейсера ПВО.
Строительство крейсера было завершено в 1951—1956 годах. Помимо обеспечения ПВО, крейсер был оборудован для действий в качестве флагманского корабля.

### Модернизация
В 1966 году крейсер прошёл капитальную модернизацию для службы в роли флагманского корабля Тихоокеанского Экспериментального Центра, проводившего ядерные испытания на атолле Муруроа, часть его вооружения была снята, а вместо него оборудованы дополнительные каюты для технического персонала.
В этой роли крейсер служил вплоть 1973 года, когда он был списан и в 1976 году пущен на слом.